# Novaculichthys taeniourus
Labre-rasoir masqué
Espèce
Statut de conservation UICN

 LC  : Préoccupation mineure
Le labre-rasoir masqué (Novaculichthys taeniourus) est une espèce de poisson marin de la famille des Labridae.
Sa forme juvénile est très différente de l'adulte, et mimétique des algues. 

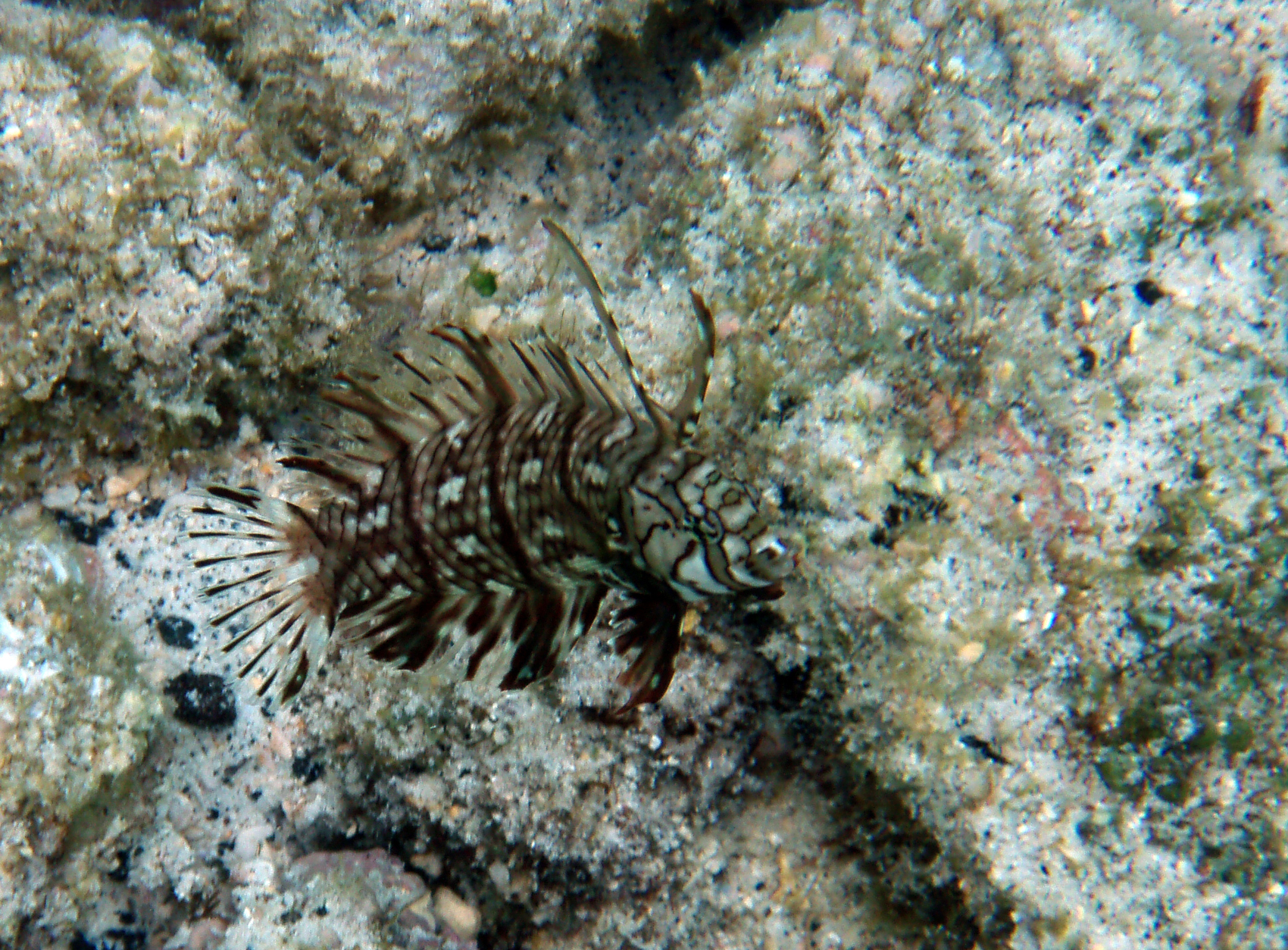
Juvénile
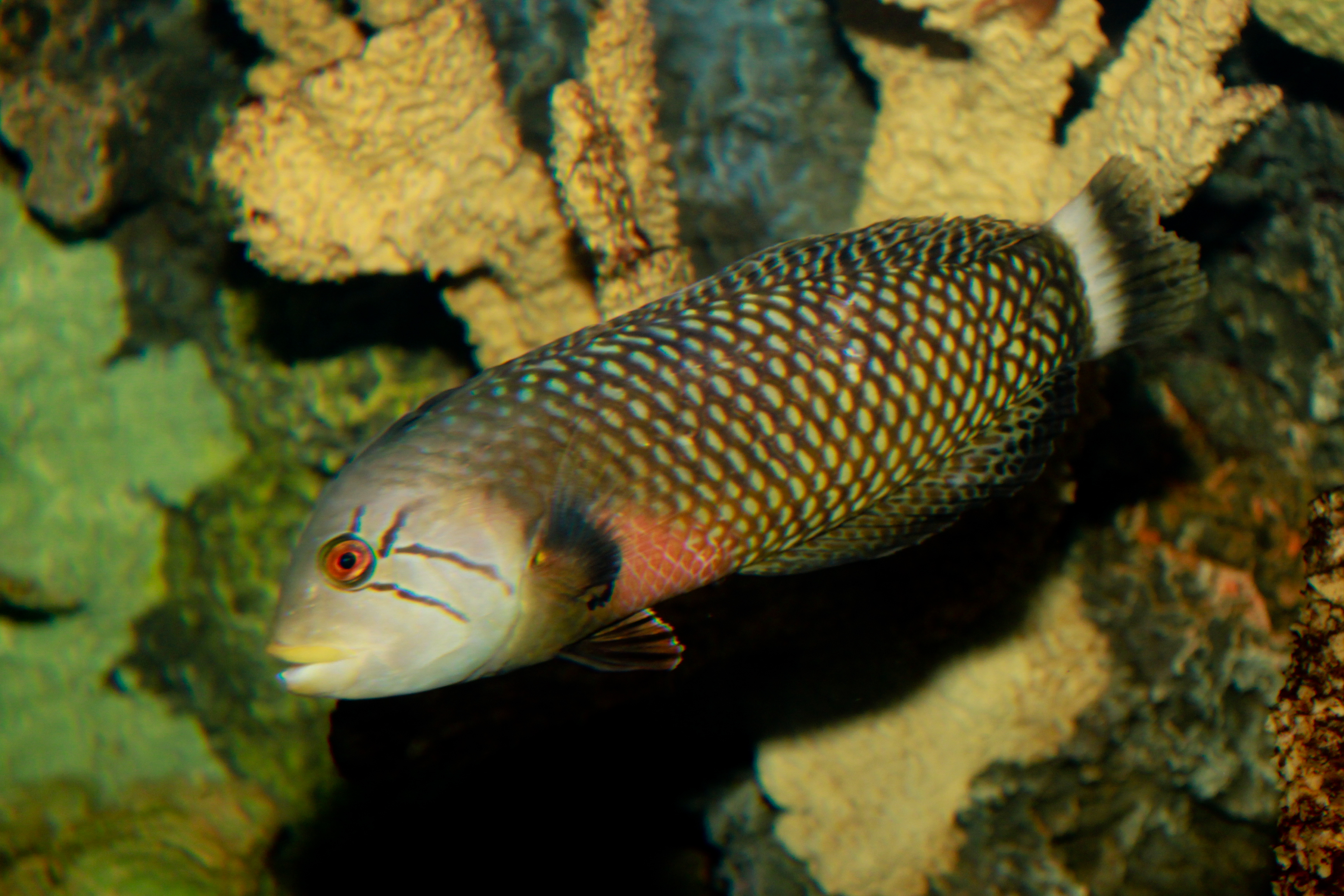
Adulte